# Tri Tjuke
Tri Tjuke (bulgariska: Три Чуке) är ett berg i Bulgarien, på gränsen till Serbien.   Det ligger i regionen Montana, i den västra delen av landet, 80 km nordväst om huvudstaden Sofia. Toppen på Tri Tjuke är 1 925 meter över havet, eller 162 meter över den omgivande terrängen. Bredden vid basen är 4,0 km.
Terrängen runt Tri Tjuke är kuperad norrut, men söderut är den bergig. Runt Tri Tjuke är det ganska tätbefolkat, med 104 invånare per kvadratkilometer.. Närmaste större samhälle är Tjiprovtsi, 7,4 km nordost om Tri Tjuke. 
I omgivningarna runt Tri Tjuke växer i huvudsak lövfällande lövskog.